# HD 176051
HD 176051 è un sistema stellare binario spettroscopico a circa 49 anni luce dalla Terra nella costellazione della Lira. La coppia orbita con un periodo di 22.423 giorni e un'eccentricità di 0,25. Rispetto al Sole, le due componenti hanno una percentuale leggermente inferiore di elementi più massicci dell'Elio.
è una stella binaria di magnitudine 6,41 situata nella costellazione dell'Aquario. Dista 290 anni luce dal sistema solare.

## Caratteristiche fisiche
Le masse delle due singole componenti sono state stimate a 1,07 e 0,71 masse solari (M☉). Il sistema si sta avvicinando al Sole con una velocità radiale di −47 km / s e raggiungerà il perielio in circa 269.000 anni quando arriverà a circa 17 ly (5,1%) dal Sole.

## Sistema planetario
Un pianeta in orbita attorno a una delle stelle è stato scoperto tramite metodi astrometrici. Tuttavia, non è noto attorno a quale delle due componenti stellari stia orbitando.
| Nome        | Nome        | Massa     | Semiasse maggiore | Periodo orbitale | Scoperta |
| ----------- | ----------- | --------- | ----------------- | ---------------- | -------- |
| HD 176051 b | HD 176051 b | 1.5 ± 0.3 | 1.76 UA           | 1016 ± 40 giorni |          |

Il pianeta stesso dunque orbita intorno a una binaria spettroscopica. I parametri del pianeta sono noti ipotizzando che questi orbiti intorno alla componente B del sistema stellare (Muterspaugh et al. 2010), Se il pianeta orbitasse intorno alla componente A, la sua massa sarebbe 2.26 and a = 2.02 AU.